# Konsularrecht
Konsularrecht, Konsularisches Recht ist die Gesamtheit der Rechtsnormen, die die Tätigkeit der konsularischen Auslandsvertretungen (Konsularvertretungen) regeln.
Konsularrecht ist ein Rechtsgebiet des Völkerrechts. Das Wiener Übereinkommen über konsularische Beziehungen (WÜK) kodifizierte das gewohnheitsrechtlich entwickelte Konsularrecht. Es wurde nach Vorarbeiten der Völkerrechtskommission der UNO am 24. April 1963 in Wien abgeschlossen und ist seit 1967 in Kraft. Das Abkommen regelt den konsularischen Verkehr (einschließlich Immunitäten der Konsuln und Diplomaten).

## Untergebiete
Man kann zwischen dem internationalen und dem nationalen Konsularrecht unterscheiden:
- Internationales Konsularrecht (Völkerrecht) regelt Normen auf der internationalen Ebene (der Staaten).
- Nationales Konsularrecht ist ein Teil des Verwaltungsrechts und regelt den konsularischen Dienst (Auslandsdienst), Kompetenzen und Verfahren, die konsularischen Ränge (Beamtenkarriere) etc.